# Хронологія ірано-ізраїльського протистояння (2014)
Нижче наведено список подій під час ізраїльсько-іранської гібридної війни за 2014 рік.

## Хронологія
- 27 січня — ВПС Ізраїлю розбомбили склад російських ракет С-300 у Латакії[1].
- 24 лютого — ізраїльська авіація завдала двох авіаударів по об'єктах «Хезболли» в Лівані неподалік кордону з Сирією, внаслідок чого кілька бойовиків було вбито. SOHR заявив, що атака була націлена на ракетну базу Хезболли[2].
- 22 червня — сирійці обстріляли автомобіль підрядника міністерства оборони на Голанських висотах. Внаслідок цього загинув 13 або 15-річний громадянин Ізраїлю Мухаммад Каракара. Його батько, підрядник міністерства оборони Ізраїлю, зазнав тяжких поранень. Поранено ще трьох ізраїльтян. У відповідь ізраїльські танки обстріляли територію Сирії[3].
- 23 червня — ВПС Ізраїлю завдали ударів по дев'яти військових об'єктах на території Сирії, у тому числі по штабу сирійської армії, а також позицій 90-ї бригади армії Башара Асада, дислокованої в районі Тель-Шаер. Сирійці зазнали втрат убитими (загинули не менше 10 військовослужбовців армії Асада) та пораненими[3].
- 23 вересня — сили ППО Ізраїлю збили сирійський літак, який проник (ймовірно помилково) на територію Ізраїлю — «МІГ-21» або «Су-24», який брав участь в атаках на позиції противників режиму Башара Асада в районі КПП Кунейтра. На борту літака перебували двоє людей, які покинули його та приземлилися на території Сирії. Пізніше один із льотчиків збитого літака помер[4].
- 7 грудня — ізраїльські ВПС завдали авіаударів по передмістях Дамаска, включаючи територію, прилеглу до аеропорту. За версією ізраїльських ЗМІ, метою ударів стали російські ракетні комплекси С-300, які перебувають на озброєнні сирійської армії, нібито призначені для передачі воюючому проти Ізраїлю на території Лівану шиїтському угрупованню «Хезболла»[5].